# Belbolla intarma
Belbolla intarma is een rondwormensoort uit de familie van de Enchelidiidae. De wetenschappelijke naam van de soort is voor het eerst geldig gepubliceerd in 1980 door Belogurov & Belogurova.